# REVAQ-certifiering
REVAQ-certifiering är ett certifieringssystem för återförandet avloppslam till åkermark, och därmed recirkulering av de näringsämnen som finns i avloppsvattnet. Det är ett certifieringssystem för uppströmsarbete, hållbar återföring av växtnäring, och ett minskat flöde av farliga ämnen till reningsverk.  REVAQ-certifieringen instiftades 2008  och drivs av branschorganisationen Svenskt Vatten. 